# 1892年逝世人物列表
1892年逝世人物列表：1月 - 2月 - 3月 - 4月 - 5月 - 6月 - 7月 - 8月 - 9月 - 10月 - 11月 - 12月
下面是1892年逝世的知名人士列表。

## 1-6月

### 1月2日
- 喬治·比德爾·艾里，英國皇家天文學家

### 1月7日
- 圖菲克·帕夏，埃及和蘇丹的海迪夫
- 瑪麗亞·塞德斯喬爾德，瑞典女執事

### 1月8日
- 克裡斯托弗·雷蒙德·佩里·羅傑斯，美國海軍上將

### 1月12日
- 威廉·里夫斯，愛爾蘭古董學家

### 1月14日
- 阿尔伯特·维克托王子，英國王位第二順位繼承人

### 1月21日
- 约翰·柯西·亚当斯，英國天文學家

### 1月31日
- 查爾斯·司布真，英國傳教士

### 2月2日
- 達林卡·彼得羅維奇，黑山公主

### 2月5日
- 艾米莉·弗萊加雷-卡倫，瑞典小說家

### 2月7日
- 安德魯·布賴森，美國海軍上將

### 2月16日
- 亨利·沃尔特·贝兹，博物學家和探險家，是第一個對動物擬態現象作科學描述的人。

### 2月25日
- 夏洛特·諾伯格，瑞典芭蕾舞演員

### 2月27日
- 路易·威登，法國時裝設計師

### 3月5日
- 埃德蒙·朱里安·德拉格拉維埃，法國海軍上將、海軍歷史學家和傳記作家

### 3月13日
- 路德维希四世，黑森的第四任大公

### 3月16日
- 撒母耳·米勒，美國政治家

### 3月21日
- 安尼巴莱·德·加斯帕里斯，意大利天文學家。

### 3月26日
- 沃尔特·惠特曼，美國詩人

### 3月28日
- 艾米莉·盧卡斯·布萊克爾，美國作家和慈善家

### 4月4日
- 何塞·玛丽亚·卡斯特罗·马德里斯，哥斯大黎加總統

### 4月12日
- 奧加里塔·布斯·亨德森，美國舞臺女演員，约翰·威尔克斯·布斯的女兒

### 4月17日
- 亚历山大·麦肯齐，加拿大第二任總理

### 4月19日
- 湯瑪斯·佩勒姆·戴爾，1870 年代因儀式主義實踐而被起訴

### 4月21日
- 普魯士的亞歷山德里娜，普魯士公主，腓特烈·威廉三世的第三女。
- 艾米莉·特雷西·斯威特，美國作家

### 4月22日
- 愛德華·拉洛，法國作曲家

### 4月25日
- 小威廉·巴克豪斯·阿斯特，美國商人

### 4月26日
- 普羅沃·威廉·帕裡·沃利斯，英國海軍上將、海軍英雄

### 5月5日
- 奧古斯特·威廉·馮·霍夫曼，德国化学家。

### 5月8日
- 亞歷山大·博特勒，十九世紀美國政治人物。
- 加博爾·巴羅斯，匈牙利政治家

### 5月22日
- 亞歷山大·坎貝爾，加拿大政治家

### 5月29日
- 巴哈欧拉，巴哈伊信仰的波斯創始人

### 5月30日
- 瑪麗·格雷·克拉克，美國記者

### 6月8日
- 迪米特里·布勒蒂亚努，羅馬尼亞第15任總理[1]
- 罗伯特·韦伯斯特·福特，美國刺殺傑西·詹姆斯

### 6月9日
- 威廉·格蘭特·斯特裡斯，加拿大探險家
- 月冈芳年，日本藝術家

### 6月28日
- 哈利·阿特金森，新西蘭政治家
- 西奥多·德怀特，美國法學家和教育家

## 7-10月

### 7月12日
- 亞歷山大·卡特來特，美國銀行家

### 7月14日
- 牛顿·布思，美國政治家

### 7月18日
- 托马斯·库克，英國商人
- 羅斯·特裡·庫克，美國作家

### 7月30日
- 約瑟夫·亞歷山大·胡布納伯爵，奧地利外交官

### 8月4日
- 歐內斯汀·羅斯，波蘭出生的女權主義者

### 8月11日
- 恩里科·贝蒂，意大利數學家。

### 8月13日
- 查理斯·拉方丹，瑞士催眠師

### 8月23日
- 德奧多羅·達·豐塞卡，第一任巴西總統

### 9月6日
- 貝蒂·本特利·博蒙特，英國商人

### 9月7日
- 約翰·格林利夫·惠蒂爾，美國詩人、廢奴主義者

### 9月8日
- 路易莎·簡·霍爾，美國文學評論家[2]

### 9月11日
- 克拉麗莎·考德威爾·拉斯羅普，美國社會改革家

### 9月12日
- 約翰·卡明斯·豪威爾，美國海軍上將

### 9月18日
- 詹姆斯·B·法蘭西斯，美國工程師

### 9月24日
- 兩西西里的法蘭西斯科，特拉帕尼伯爵，兩西西里國王法蘭西斯科一世的幼子。

### 10月2日
- 歐內斯特·勒南，法國哲學家、語言學家、歷史學家和作家

### 10月5日
- 鮑勃·道爾頓，美國西部歹徒[3]

### 10月6日
- 丁尼生，英國桂冠詩人
- 讓-安托萬·維勒明，法國醫生

### 10月23日
- 阿卜杜勒·弗拉舍里，阿爾巴尼亞政治家
- 艾敏帕夏，奧斯曼-德國醫生，赤道總督

### 10月24日
- 米爾-法塔赫-阿加，波斯什葉派神職人員

### 10月25日
- 卡羅琳·哈里森，美國第一夫人

### 11月15日
- 托馬斯·尼爾·克里姆，蘇格蘭裔加拿大連環殺手

### 12月
- 尤多拉·斯通·邦斯特德，美國詩人[4]

### 12月1日
- 瑪麗·艾倫·韋斯特，美國學校校長[5]

### 12月2日
- 傑伊·古爾德，美國金融家

### 12月6日
- 维尔纳·冯·西门子，德國發明家、實業家

### 12月11日
- 南希·埃德伯格，瑞典女子游泳先驅

### 12月14日
- 亞當斯·阿奇博爾德，加拿大律師和政治家

### 12月18日
- 约翰·劳埃德，美國瓦工和員警
- 理查德·欧文，英國古生物學家